# 저스틴 홀
저스틴 홀(Justin Hall, 1974년 12월 16일 -)는 비디오 게임 제작자이며 영화 제작자이다.
1994년에 시작한 일기형식의 웹사이트가 역사상 첫 블로그로서 뉴욕타임즈를 비롯한 일간지에 소개되었다.
저스틴 홀은 미국의 명문 학부 대학 스와스모어 대학교를 1998년에 졸업했다.